# Eisenbach
Eisenbach là một thị xã trong huyện Breisgau-Hochschwarzwald bang Baden-Württemberg thuộc nước Đức. Đô thị Eisenbach có diện tích 28,78 km², dân số thời điểm 31 tháng 12 năm 2020 là 2127 người.